# Кросінек
Кросінек (пол. Krosinek) — село в Польщі, у гміні Полаєво Чарнковсько-Тшцянецького повіту Великопольського воєводства.
Населення — 225 осіб (2011).
У 1975-1998 роках село належало до Пільського воєводства.

## Демографія
Демографічна структура станом на 31 березня 2011 року:
|          | Загалом | Допрацездатний вік | Працездатний вік | Постпрацездатний вік |
| -------- | ------- | ------------------ | ---------------- | -------------------- |
| Чоловіки | 111     | 24                 | 72               | 15                   |
| Жінки    | 114     | 38                 | 55               | 21                   |
| Разом    | 225     | 62                 | 127              | 36                   |